# Misha Verollet

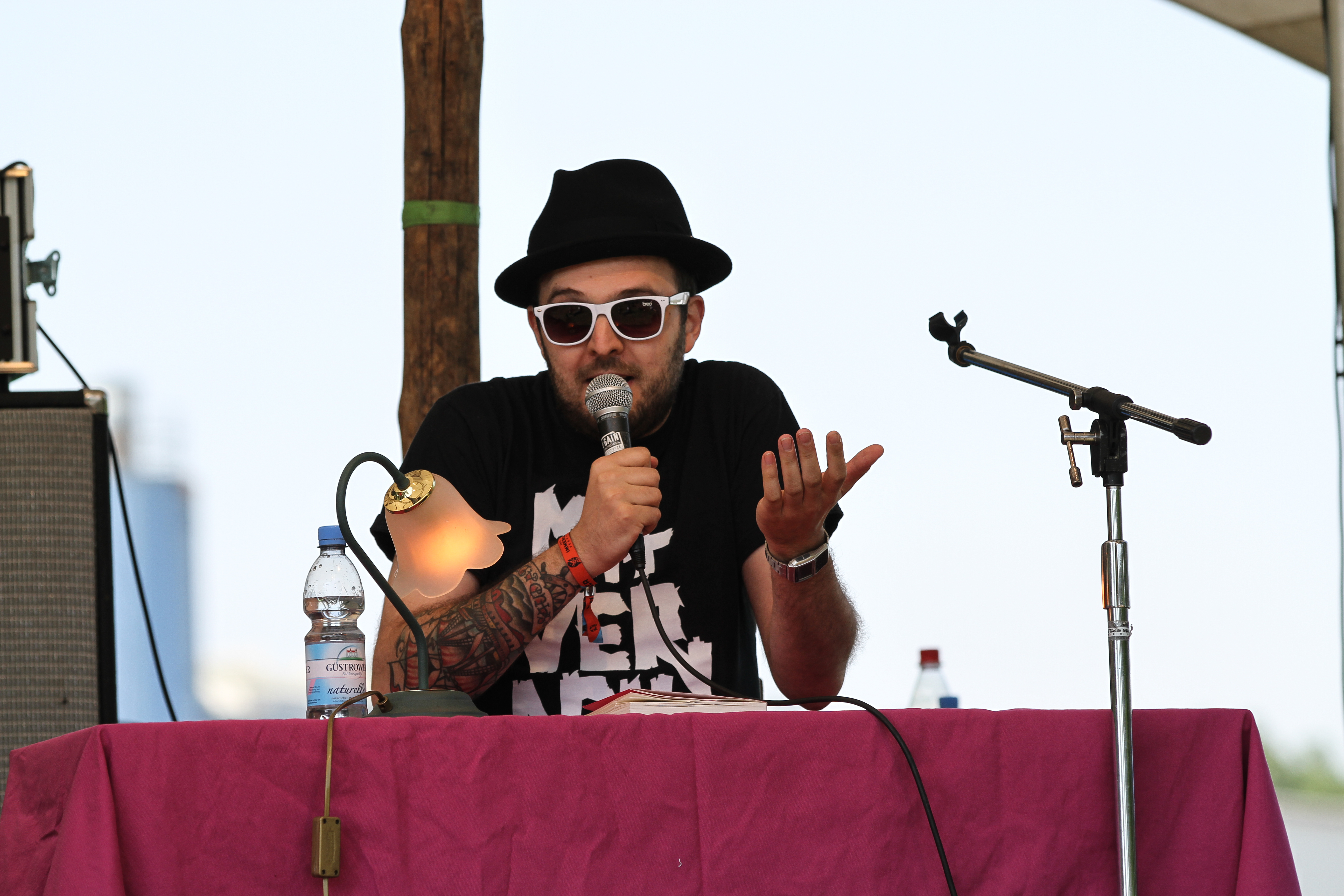
Misha Verollet auf dem Immergut Festival 2013

Misha Verollet (* 1981 in Gibraltar als Mischaël-Sarim Vérollet, bekannt auch als Miles Matrix und Misha Anouk) ist ein britischer Synthwave-Musiker, Schriftsteller und Werber mit Wurzeln im Poetry Slam.

## Leben
Misha Verollet wurde 1981 in Gibraltar geboren. Als er drei Jahre alt war, zog seine Familie nach Bielefeld, wo er aufwuchs und bis Mitte 2010 lebte. Im Oktober 2004 gewann er zum ersten Mal einen Poetry Slam. Er war einer der bekanntesten Slam-Poeten Deutschlands und zählte mit den Autorenkollegen seiner Lesebühne LMBN (Sulaiman Masomi, Andy Strauß und Sebastian 23) zur neueren Generation der Storyteller. Sein erstes Buch, die Kurzgeschichtensammlung Phantomherz, erschien 2005. 2009 veröffentlichte der Carlsen Verlag seinen Kurzgeschichtenband Das Leben ist keine Waldorfschule. 2010 erschien die Novelle All des Königs Pferde, die von Hochschulstudenten als Abschlussarbeit verfilmt wurde. 2011 reiste er im Auftrag des  Goethe-Institutes durch Simbabwe und Südafrika und trat im Rahmen eines Literaturfestivals in Kapstadt auf. Im Frühjahr 2013 veröffentlichte Carlsen seinen Kurzgeschichtenband „Irgendwas mit Menschen“. Bis 2016 bloggte er auf seiner Website indub.io regelmäßig über „Bewusstseinskontrolle, Verschwörungstheorien, politische und gesellschaftliche Entwicklungen, Social-Media-Phänomene sowie über Medienkritik“. Im Herbst 2014 erschien im Rowohlt Verlag sein erzählerisches Sachbuch Goodbye, Jehova! Wie ich die bekannteste Sekte der Welt verließ unter dem Namen Misha Anouk. 2018 klagten die Zeugen Jehovas gegen das Buch. 2018 erschien sein Buch Mann schmeißt Hund auf Bär.
Seit 2019 produziert Verollet unter dem Künstlernamen Miles Matrix Synthwave-Musik. Sein erstes Album Buena Vista erschien im selben Jahr und wurde unter anderem in den Magazinen Orkus und Rock Hard besprochen, wo er mit Musikern wie Perturbator und Carpenter Brut verglichen wird.
Misha Verollet ist Gründungsmitglied der monatlich in Dortmund stattfindenden Lesebühne LMBN, der auch Sebastian 23, Andy Strauß und Sulaiman Masomi angehören, sowie der Berliner Lesebühne Spree vom Weizen, der auch Felix Lobrecht angehörte.

### Privates
Verollet wurde in eine streng gläubige Familie von Zeugen Jehovas hineingeboren. Im Rahmen seiner Buchvorstellung in der NDR Talkshow berichtete er, dass er mit 20 Jahren den Ausstieg schaffte und seitdem agnostisch ist. In seinem Buch Goodbye, Jehova! schreibt er über diese Zeit. Obwohl Misha Verollet in Deutschland aufgewachsen ist, besitzt er ausschließlich die britische Staatsbürgerschaft. Seine innere Zerrissenheit bezüglich seiner Heimat ist Thema einiger Texte in seinen Büchern Das Leben ist keine Waldorfschule und Warum ich Angst vor Frauen habe.
Verollet ist seit Bielefelder Tagen Fan von Arminia Bielefeld. Er ist mit dem Rapper Casper befreundet und begleitete ihn während vieler Festivals 2011 auf Tour. Im Gegenzug stellte Casper seinen Song Alaska für den Trailer zur Verfilmung von Misha Verollet Novelle All des Königs Pferde zur Verfügung.
Verollet war zeitweise mit der Schriftstellerin Marlies Hübner liiert. Bei beiden war im Erwachsenenalter Autismus diagnostiziert worden und sie hielten Vorträge zu diesem Thema, wobei der Fokus auf Kritik an der Applied Behavior Analysis lag.
Verollet arbeitet hauptberuflich in einer Werbeagentur in Wien.

## Kritik

### Das Leben ist keine Waldorfschule
Während Lydia Herms (MDR Sputnik) beispielsweise urteilt, das Buch sei „unbedingt zu empfehlen! (…) Mischa-Sarim Vérollet ist ein Meister, ja, ein Meister eines unaufgesetzten, von Grund auf lustigen Schreibstils.“, Jugendbuchtipps.de 4,5 von 5 Sternen vergibt, kritisiert der Münchner Merkur: „Verollets Buch zeigt, wie die Texte ohne seine Performance zusammenschnurren zu belanglosen kleinen Schwänken.“ und Literaturkritik.tv bemängelt: „Das Buch, obwohl anders angelegt, plätschert. (…) Poetry Slammer, die ihr Gelesenes in gedruckter Form herausbringen, gehen immer ein gewisses Risiko ein. Nicht jeder vor sich hingesprochene Text, löst sich leise gelesen ebenso schön auf.“

### Warum ich Angst vor Frauen habe
Der Nachfolgeroman zum Kurzgeschichtenband Das Leben ist keine Waldorfschule wurde von der Kritik durchgehend wohlwollend aufgenommen. Der Tagesspiegel beispielsweise befand, dass es schwer falle, den Roman nicht ziemlich großartig zu finden: „Meistens ist das komisch, manchmal unfassbar komisch.“. DASDING meinte: „Scheinbar banale Dinge wie eine ungewollte Erektion im Mathe-Unterricht bringt Mischa dabei auf das Katastrophenniveau eines Reaktorunfalls. (…) Ein tolles Buch.“. Und auch der Gießener Anzeiger lobte die „glasklaren, mit schwarzem Humor gespickten Wortbilder, mit denen der Autor und Poetry Slammer direkt auf die Lachmuskeln zielt.“

### Goodbye, Jehova! Wie ich die bekannteste Sekte der Welt verließ
Das Hamburger Abendblatt nannte Misha Verollets Veröffentlichung „ein bemerkenswertes Buch“. Nina Apin schreibt in der taz, dass die „Zweigleisigkeit“ des Buches von „überdrehten Alltagsbeschreibungen“ und „nüchternen Erklärpassagen“ erstaunlich gut funktioniere: „Je tiefer man in die Alltagswelt des immer stärker zweifelnden Anouk eintaucht, desto weiter dringt man vor ins Geflecht von Jehovas Zeugen.“ Die evangelische Kirche im Rheinland empfiehlt das Buch als "enorm hilfreich, wenn man das Verhalten der einzelnen Zeugen verstehen möchte oder sich einfach einmal grundlegend informieren möchte".

## Auszeichnungen

### Preise
- Werkproben-Stipendium des Landes Nordrhein-Westfalen 2013/2014[29]
- Kuriosester Buchtitel 2009[30] (für „Das Leben ist keine Waldorfschule“)
- Bielefelder Poetry Award 2006 und 2007
- Künstler des Monats der Rockakademie OWL im Juni 2006

### Poetry-Slam-Erfolge
- Teamfinalist National Slam 2011
- Halbfinalist National Slam 2007, 2008
- Vize-Champion NRW-Slam 2008
- Teilnehmer der zweiten und dritten WDR-Poetry-Slam-Staffel
- Slam-Champion der Stadt Bielefeld 2008, 2009

## Veröffentlichungen

### Bücher
- Mann schmeißt Hund auf Bär. Unglaubliche, aber wahre Geschichten. Rowohlt Verlag, Reinbek 2018, ISBN 978-3-499-63302-7.
- Goodbye, Jehova! Wie ich die bekannteste Sekte der Welt verließ. Sachbuch, Rowohlt Verlag, Reinbek 2014, ISBN 978-3-499-62891-7.
- Irgendwas mit Menschen. Kurzgeschichten, Carlsen Verlag, Hamburg 2013, ISBN 978-3-551-68485-1.
- Westfalen. Als Leo Frida suchte und Pumpernickel fand – ein Heimatbuch. Regionalroman, 256 S., Conbook Verlag, Meerbusch 2011, ISBN 978-3-934918-93-1.
- All des Königs Pferde. Roman, 80 S., Lektora, Paderborn 2011, ISBN 978-3-938470-70-1.
- Warum ich Angst vor Frauen habe. Roman, 224 S., Carlsen Verlag, Hamburg 2010, ISBN 978-3-551-68240-6.
- Poetry Slam – das Buch. Die 40 besten Bühnen-Texte. Anthologie, Carlsen Verlag, Hamburg 2010, ISBN 978-3-551-68237-6.
- Das Leben ist keine Waldorfschule. Kurzgeschichten, Carlsen  Verlag, Hamburg 2009, ISBN 978-3-551-68214-7.
- Lass uns doch Feinde sein. Roman, House of the Poets, Paderborn / Paris 2007, ISBN 3-936706-14-X.
- Phantomherz. Lektora, Paderborn 2005,  ISBN 3-938470-02-X.
- Texttourismus. Anthologie, u. a. mit Selim Özdogan, Tom Liwa, Markus Kavka, Sibylle Berg. Books on Demand 2005, ISBN 3-8334-4040-6.